# Ostrůvek (přírodní rezervace)
Přírodní rezervace Ostrůvek byla vyhlášena v roce 1973. Nachází se asi dva kilometry severozápadně od osady Ostrůvek v chráněné krajinné oblasti Český les v okrese Tachov. Předmětem ochrany je podhorský smíšený prales. Rezervace je jen velmi obtížně přístupná.

## Flóra
Jedná se o oblast se smíšeným podhorským lesem a převládajícím bukem (Fagus). Porost má pralesovitý charakter s velmi starými mohutnými stromy a se značnou příměsí smrku (Picea) a jedle (Abies). Řídké bylinné patro obsahuje typická rostlinná společenstva, vyskytuje se zde i chráněná plavuň pučivá (Lycopodium annotinum). Rezervace se rozkládá na svahu kopce, ze stran a seshora je obklopena smrkovým lesem a v údolí na ni navazují podmáčené mlaziny.